# トカレフTT-33に関連する作品の一覧

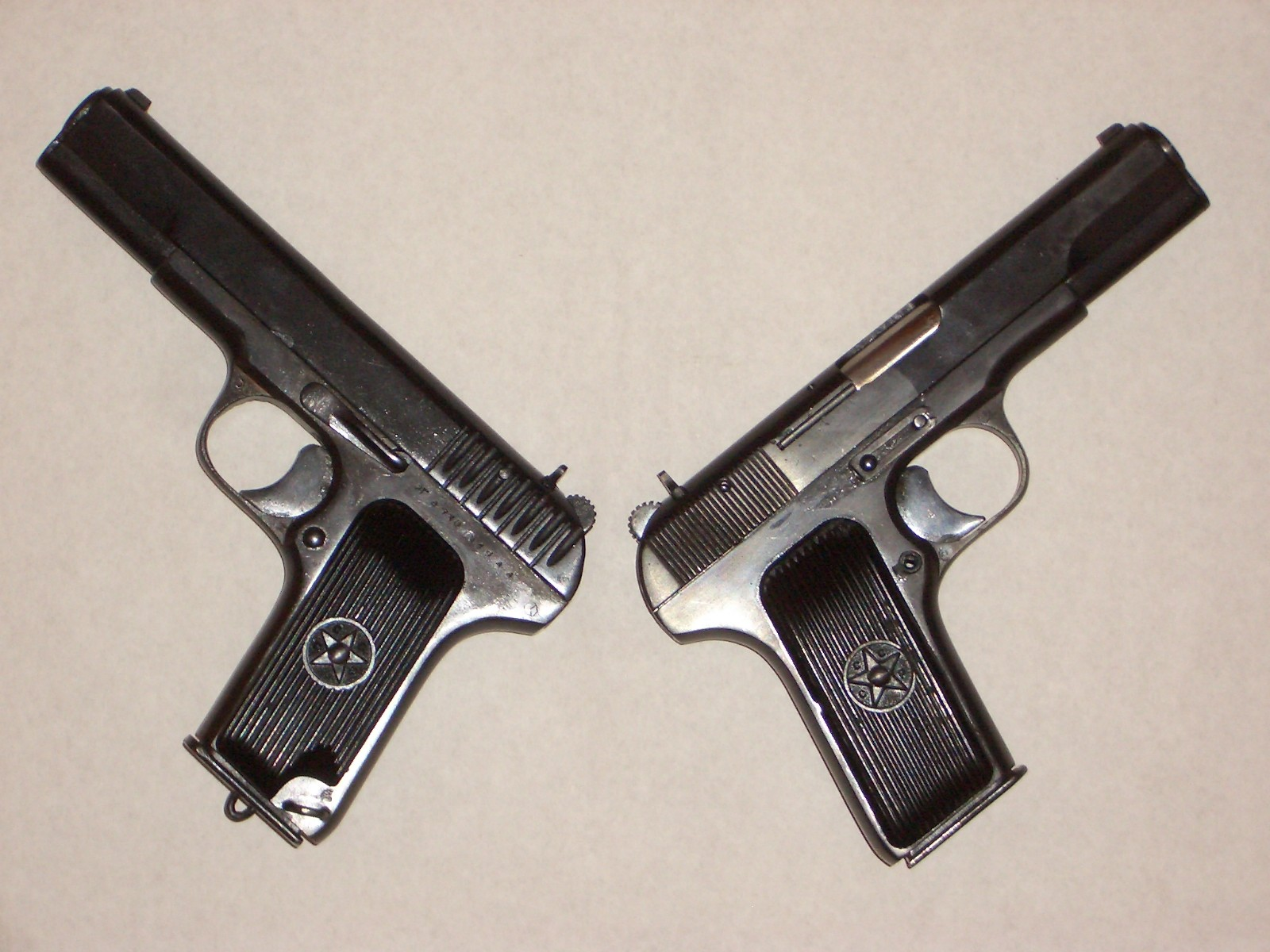
トカレフTT-33（実物）

トカレフTT-33に関連する作品の一覧（トカレフTT-33ににかんれんするさくひんのいちらん）は、ソビエト連邦の拳銃トカレフTT-33に関連する作品の一覧である。

## 映画
近年の任侠映画や、中国制作の軍事映画作品には全般に渡って登場している。
『REDリターンズ』
エドワード・ベイリーが使用する。
『エイプリルフールズ』
新田あゆみが、誘拐犯の落とした本銃を拾う形で使用。
『踊る大捜査線 THE FINAL 新たなる希望』
久瀬智則が、証拠品として保管されていたものを使用。
『ケルベロス-地獄の番犬』
国外逃亡を果たした都々目紅一を追って日本から来た公安の男たちのうち、一人が54式手槍を使用。強化服を着装した乾ともみ合う際に発砲し、彼に致命傷を負わせる。
『スターリングラード (2001年の映画)』
スターリングラードの戦闘で、赤軍将兵が使用。また、内務人民委員の一部が本銃で戦場から撤退する赤軍将兵を射殺する。この他、フルシチョフが敗退続きの赤軍将軍に自決を命じて本銃を渡し、将軍はフルシチョフの退室後に本銃を口に銜えて発砲、自決する。
『デスノート』
劇場版で銀行強盗の生き残りが、乗っ取ったバス内でリュークに発砲。
『泣く男』
TT-33と54式手槍が登場、54式はハッカーの住む団地での銃撃戦で主人公のゴンが使用。
『ハード・ボイルド 新・男たちの挽歌』
全編に渡ってM213（民間市場向けの54式手槍）が登場。物語序盤の銃器密売のシーンで中国軍からの横流し品という設定が語られる。直後の銃撃戦シーンでは密売人が使用する他、チョウ・ユンファが演じる主人公のテキーラも二丁拳銃で使用。
『ブラックホーク・ダウン』
ソマリア民兵がランディ・シュガート一等軍曹に対して至近距離から11発撃ちこんで殺害する。
『プレシディオの男たち』
冒頭で起きた殺人事件に使用された凶器。出所はベトナム戦争の戦地で、出征したアメリカ軍将兵が獲得した戦利品とのこと。
『プレデターズ』
ロシア軍スペツナズのアルファ部隊に属するニコライが所持。当初はM134 ミニガンがメインアームで、本銃はサイドアーム止まりだったが、M134を破壊されて以降はメインアームとなり、ドッグ・ハンドラー・プレデターとの戦闘では直撃弾を与えるが、小さなダメージを与えただけだった。
『炎628』
パルチザンの指揮官が使用。
『ポリス・ストーリー3』
中国人民武装警察部隊が54式手槍を使用。
『ミュージアム 映画』
同名漫画の映画化、猟奇的殺人犯のカエル男(妻夫木聡)に妻と息子を誘拐され部下の西野刑事(野村周平)を殺された事により捜査から外された主人公沢村刑事(小栗旬)が裏ルートから50万円で購入した本銃を装備し単独捜査を行う。
『ミンボーの女』
オープニングに登場。外国人女性の下着にアルミ箔で包んだ銃と弾倉を挟むという、暴力団の密輸の方法が再現されている。
『ランボー/怒りの脱出』
ベトナム人民軍とベトナム河川海賊がM57を使用。中盤、コー・バオを射殺したタイ軍曹がランボーにとどめを刺そうと遠距離から射撃するが届かず、ランボーの放ったクロスボウが腹部に命中し、体ごと粉々に吹き飛ぶ。
『ランボー3/怒りのアフガン』
中盤、トラウトマンと共に囚われたCIA工作員を射殺する際にソ連兵が使用。

## 漫画・アニメ
『CANAAN』
テロ組織蛇のアンブルーム、ボナーが使用しており第一話では大沢マリアと偶然助けに来たカナンにたいして発砲している。
『Fate/Zero』
衛宮切嗣が使用。
『HELLSING』
少佐の回想シーンで、赤軍将校が使用する。
『Ordinary±』
和田晴夏が使用。
『ウクライナ混成旅団』
単行本「幻の豹 The Panther in Ukraina 1950」または「独立戦車隊」収録作品。UPAが暴動を起こす際の武器として、各班に1丁ずつ配布される。
『雲のむこう、約束の場所』
白川が使用。
『ひぐらしのなく頃に (アニメ)』
『業』、『卒』にて北条鉄平のつてで入手した北条沙都子が使用。弾薬の形状からTT-33と判別できる。
『ソードアート・オンライン』
中国製の「黒星54式」が登場。死銃が犠牲者を殺害する際に使用する。また、11歳のシノンが巻き込まれた郵便局強盗事件にて母親を守るために犯人から銃を奪い、殺害している。
『ハロー張りネズミ』
КГБの暗殺要員が、サプレッサー付の物を所持（発砲はしない）。

## ドラマ
『相棒』pre season1
物語冒頭で亀山薫(寺脇康文)が指名手配犯を追い詰めるが、犯人が亀山を人質に取る際にトカレフを使用し、逆に追い詰めらてしまう。最終的に犯人は逮捕できたが、この一件で亀山は特命係に移動となってしまう。更にこのトカレフを凶器に次々と殺人事件が起きてしまう。
『科捜研の女』season6 1話
覚醒剤密売の主犯が凶器として使用し、警官一人を射殺している。
『張込み』2002年版
強盗殺人の逃亡犯でもある石井(田辺誠一)が所持し、犯行の際に使用。最終的に自首を進めようとする柚木(ビートたけし)も咄嗟に射殺してしまう。
『未成年』
暴力団員のゴロ(反町隆史)が若頭からシルバーメタリックのトカレフを手渡されたが、ゴロ自身は使用せずそのまま堅気になり、親友でもある知的障害者のデク(香取慎吾)に譲るが、それが仇となりデクは銀行強盗を起こした際に使用してしまい、複数の警備員からの抵抗によって発砲させ、銀行員(佐戸井けん太)に命中し重症を負わせてしまう。

## ゲーム
『HIDDEN & DANGEROUS 2』
ソ連兵が使用。プレイヤーも使用可能。
『コール オブ デューティシリーズ』
『CoD2』
ソビエト連邦編のみTT-30が使用可能。
『CoD:BO』
レズノフのキャンペーンでソ連軍が使用しており、拾えば使用可能。何故かイギリス軍のコマンドもサイドアームとして使用している。

『スナイパーエリートV2』
ソ連軍のスナイパーがサイドアームとして使用する。主人公も、DLC「St. Pierre」を導入することで使用可能になる。
『ソードアート・オンライン フェイタル・バレット』
『プロスティ』『ダヴェーリエ』『プロキノスト（2）』『瘴禍』の名で登場（名称は武器ランクで変化するが、『瘴禍』のみ別系統の武器）。極めて分かりづらいが外見が若干アレンジされた架空銃である。バザルト・ジョーが使用。原作同様にストーリーに大きく関わる死銃の使用はイベントシーンのみ。
『バトルフィールドシリーズ』
『BFV』
北ベトナム軍・ベトコンで使用可能。

『龍が如く』
ヤクザ全般が使用。
『ペルソナ5』
「トカチェフ」という名前で登場。坂本竜司から渡されたジョーカー（ペルソナ5主人公）が初期装備として使用。
モデルガンだが異世界で実銃として発砲することができる。

『大乱闘スマッシュブラザーズ SPECIAL』
ジョーカーが使用。
『清純ドロップ』
作中で拾う事ができ、主人公が化け物のAwashimaを倒す際に使用する。

## トカレフTT-33の遊戯銃
トカレフTT-33は、日本では暴力団などによって犯罪に多用されるため非常にイメージが悪く、遊戯銃・玩具としては人気がなく、モデル化されたものは少ない。
唯一ハドソン産業が発火式モデルガンとブローバックガスガンでモデルアップしていた（ハドソン産業は現在では廃業）。しかし、モデルガンのほうは中国製の実銃より加工は粗くないが、いまいち動作は鈍い。ブローバックガスガンのほうも、発売当初に生産されていたタイプAと呼ばれるモデルはガス漏れが頻発し安定した動作が期待できなかったが、現在発売されている改良型のタイプBはガス漏れも無く動作も非常に安定している。
実物では安全装置を一切持たないことが特徴であるトカレフであるが、自主規制上、エアソフトガンでは手動安全装置を持たせなければならない。タイプAではスライドストップレバーが安全装置のレバーを兼ねているため、スライドストップを操作する際に勢い余って安全装置をかけてしまい、発射不能になることもある。タイプBでは左グリップ上方からスイッチ状のレバーが生えており、グリップを付け直すだけで実物通りの安全装置がない状態を再現できる。当然のことながら、暴発の危険性も実物通りとなる。
しかし、モデルガンもブローバックガスガンもシングルアクションにもかかわらず引き金が重く、よく「爪楊枝を人差し指の先で折る感触」などと言われる。ただし、実銃のトリガープル（引き金を引いた感触）も重いことで有名で、その操作感触もあまりできのいいものではないため、ある意味リアルであり、マニアにはかえって喜ばれている。
2010年代に入り、韓国のTOYSTAR社によってコッキング式のエアソフトガンとしてモデル化され、日本国内でも流通している。やはり玩具としての安全性上、手動安全装置が必要なため、スライドストップの下に円形のノッチが追加されており、これを回転させることによって安全装置が機能する機構となっている。
2013年にはKSCからブローバックガスガンがモデル化、ハドソン産業廃業以来のブローバックガスガン化となった。JASGの自主規制上手動安全装置が不要なため、実物どおりに安全装置を持たない。